# Liolaemus signifer
Liolaemus signifer — вид ігуаноподібних ящірок родини Liolaemidae. Мешкає в Андах.

## Поширення і екологія
Liolaemus signifer мешкають в Андах на півдні Перу (Мокеґуа, Такна, Пуно), на заході Болівії (Ла-Пас, Оруро) та на півночі Чилі (Арика-і-Паринакота, Тарапака). Вони живуть на високогірних луках пуна, місцями порослих чагарниками Baccharis. Зустрічаються на висоті від 3700 до 4800 м над рівнем моря.

## Збереження
МСОП класифікує стан збереження цього виду як близький до загрозливого. Liolaemus robustus загрожує знищення природного середовища.